# Бендер, Стив
Стив Бендер (нем. Steve Bender; 2 ноября 1946 — 7 мая 2006) — немецкий певец, композитор, музыкальный продюсер, бывший участник немецкой группы Dschinghis Khan.

## Биография
Родился 2 ноября 1946 (по другим данным — 1942) года в Майнце.
В 1979 году стал членом группы Dschinghis Khan. Он стал известен как солист группы Dschinghis Khan, которая заняла четвертое место в Германии на конкурсе песни Евровидение (1979) в Иерусалиме . Другими хитами группы были «Moskau», «Loreley» и «Haji Halef Omar», некоторые из которых были также выпущены в английских версиях. Многие ремиксы и попурри группы были созданы позже, например, альбом «Huh Hah Dschinghis Khan» (1993) или «История» 1999 года, который был связан с «Воссоединением» Стива Бендера с Эдиной Поп и Лесли Мандоки для японского телевидения.
Ранее он работал в качестве члена и лидера групп The Poor Things , The Soul Five и Black Panthers , а также Charly и Neptunes и The Pages .
С диско-хитом «The Final Thing» (London Records) он вошел в десятку лучших в чартах Billboard в США. В дополнение к Германии (где, например, Dschinghis Khan возглавлял чарты СМИ в течение четырех недель в 1979 году), он занял более длинные позиции в чартах в Канаде, Японии и России, а также в Израиле, где Dschinghis Khan были первыми немецкими артистами, занявшими первое место в чартах.
В 1981 году покинул группу из-за проблем с позвоночником, из-за которых ему было трудно выполнять танцевальные движения.
В декабре 2005 года, он выступил в составе воссоединенной группы Dschinghis Khan на фестивале «Легенды Ретро FM» в спортивном комплексе «Олимпийский» 
Скончался 7 мая 2006 года в Мюнхене от рака легких.

## Личная жизнь
Жена (с 1964 года) — Эльфрида Бендер.
- Дочь — Мелани (род. 7 декабря 1974) — певица.